# Adobe PageMaker
PageMaker werd in 1985 op de markt gebracht door Aldus Corporation. Het programma was geschreven om complete pagina's te vervaardigen op computers met een DTP-stuurprogramma (Desktop publishing). De DTP-wereld voor professionele ontwerpers en uitgevers stond destijds nog in de kinderschoenen en was mogelijk gemaakt met de uitvinding van PostScript. Kort gezegd ontstond hiermee een mogelijkheid om grafische producten te maken met gebruikmaking van een Personal computer. Aldus Corporation bood uitgevers van boekwerken twee programma's aan: PageMaker voor het maken van publicaties en FreeHand voor het maken van vectorgeoriënteerd illustratiemateriaal.

## Geschiedenis
PageMaker werd geschreven voor Apple Macintosh, en vanaf 1987 ook voor Microsoft Windows
Voor de uitgeverswereld werd PageMaker in korte tijd populair, met name door de vele functies op tekstgebied, zoals het automatisch genereren van paginastructuren, indexen, inhoudsopgaven, voetnoten, headers, integratie van data-bases enzovoorts. Concurrenten als Ventura Publisher bleven daar ver bij achter. Een veel serieuzere concurrent bleek QuarkXPress. Dit programma had alles in huis voor de ontwerpers-omgeving. XPress had krachtige functies op het gebied van kleuren, afbeeldingen en incidentele objecthandelingen. De gebruikersinterface van QuarkXPress was logischer, en het programma was snel. Maar de grootste troef was wel de mogelijkheid om speciale extra toepassingen voor het programma aan te schaffen. Hiermee verloor PageMaker zo rond 1990 de slag om de reclamewereld: die ging massaal QuarkXPress gebruiken.
In 1994 werd Aldus Corporation overgenomen door Adobe Systems. Met de nieuwe eigenaar werd algemeen verwacht dat Adobe met PageMaker de concurrentiestrijd met QuarkXPress een nieuwe impuls zou gaan geven. Met versie 6 werd de compatibiliteit met andere Adobe-producten verbeterd, maar van een poging om het marktaandeel van QuarkXPress in handen te krijgen was geen sprake, tenminste niet met PageMaker. Het programma was met de diverse opwaarderingen log en traag geworden. De doelmatigheid van de gebruikersinterface was niet meegegroeid, en het gebruik van PageMaker was zo langzamerhand een doolhof van vensters en panels geworden. Het stond geschreven in een verouderde code, en zou feitelijk helemaal herschreven moeten worden.

## Stopzetting
In 1999 verscheen een geheel nieuw pagina-layoutprogramma: Adobe InDesign. Aanvankelijk leek Adobe met InDesign de reclamemarkt op te willen gaan en PageMaker te behouden voor de niet-professionele gebruikers en de uitgeversbranche, maar na verloop van tijd werd steeds meer duidelijk dat InDesign de opvolger van PageMaker zou worden. In 2001 volgde de laatste update van PageMaker (versie 7), en in 2003 kondigde Adobe aan dat de verdere ontwikkeling van het programma zou worden gestopt. InDesign versie 3 (2003) werd uitgerust met een 'flexibele interface' om de overstap van PageMaker-gebruikers makkelijker te maken.